# Carinodes yucatanensis
Carinodes yucatanensis là một loài tò vò trong họ Ichneumonidae.